# Vișeu de Jos
Vișeu de Jos (deutsch Unterwischau, ungarisch Alsóvisó) ist eine Gemeinde im Kreis Maramureș in der historischen Region Komitat Máramaros in Rumänien.

## Geographische Lage
Vișeu de Jos liegt im Norden Rumäniens an de Mündung des Flusses Drăguiasa in den Vișeu (Wischau). An der Nationalstraße 18 (DN18) befindet sich der Ort etwa 100 Kilometer östlich von der Kreishauptstadt Baia Mare (Frauenbach).

## Geschichte
Vișeu de Jos wurde erstmals im Jahr 1353 urkundlich erwähnt. In mehreren Dokumenten wurde der Ort als ein freies Dorf unter der Herrschaft von Knesen und Woiwoden genannt.